# São José do Hortêncio
São José do Hortêncio è un comune del Brasile nello Stato del Rio Grande do Sul, parte della mesoregione Metropolitana de Porto Alegre e della microregione di Montenegro.